# 千秋しまってこー!!
『千秋しまってこー!!』（ちあきしまってこー!!）は、重野なおきによる日本の4コマ漫画作品。竹書房発行の『まんがライフ増刊号』『フリテンくん増刊号』に2001年から2003年にかけて不定期で5回分掲載された後、『まんがライフMOMO』で創刊号から2008年7月号まで連載、単行本全3巻。話数の数え方は「ぶっこみ」である。単行本の第1話目に当る話は「ぶっこみ・1」という表記がなされた。

## あらすじ
日ごろから連敗の続く部員9人の桜井高校ソフト部。10連敗して落ち込むキャプテン・前田とも子とマネージャー・遠山みずほ。そんな2人は河原で元不良児で学校からも問題児と指摘される浅倉千秋と出会い、ハチャメチャな部活動が始まっていく…。

## 登場人物
学年は3巻の「ぶっこみ･50」までは千秋たちは1年、前田たちは2年であったが「ぶっこみ･51」以降は学年が1つあがり佐久間･長見･愛川が入学してくる。ここで表記するのは「ぶっこみ･51」以降の学年である。女性キャラクターの一人称は原則「私」である。

### 桜井高校ソフトボール部
浅倉 千秋（あさくら ちあき）
2年。左投左打のピッチャー。主人公。
元不良少女。ケンカ、飲酒、タバコ、バイクの無免許運転etcの悪行を重ねるが、それにも飽きてしまい、前田のスカウトに応じて桜井高校ソフト部のピッチャーとなる（酒とバイクは止めていない）
入部していきなり115キロの剛速球を投げるなど、走攻守すべての素質が超一流。最初は遊び半分で不真面目だったが、県内のライバル達との戦いを重ねるうち、本気でソフトボールに取り組むようになる。勉強の成績については、努力はしないが、頭は良く、みずほに教科書を適当に読んでもらっただけで、テストで全教科において、ある程度の点数を取れるまでに記憶できるほど、ものすごい吸収力を持つ。
ソフト部に入ってから今までずっと家出をしており、部室に居候している。読売ジャイアンツの桑田真澄投手のファンらしい。強く酔っ払うと酒の種類に応じて性格が変わる。将来の夢は利き酒師。
夏季大会、全国大会を制した後、女房役の前田・下記の桐生と共に日本代表のメンバーに選ばれた。
一人称は原則通りであるが、第1話だけ、一人称が「あたし」だった。
前田 とも子（まえだ ともこ）
3年。右投右打のキャッチャー。桜井高校ソフト部キャプテン。
強肩強打、県内有数の実力を持つ捕手。オリンピックを目指す熱血派でキャプテンシーも高いが、実は根性バカで頭を使う作業が大の苦手。それでもキャッチャーとして千秋の剛速球を受ける事ができるのは、チーム内で彼女だけである。
トレードマークは鉢巻。それを取ると、全ての能力が下がるらしい。実家は新聞配達を営む。阪神タイガースの大ファン。生徒会長だった斉藤が自分に想いを寄せていることには、全く気付いていない。
夏季大会、全国大会を制した後、千秋が彼女を女房役に無理矢理指名し、千秋・桐生と共に日本代表のメンバーに選ばれている。
遠山 みずほ（とおやま みずほ）
2年。右投右打のレフト。桜井高校ソフト部マネージャー兼選手。
千秋と同じクラス。何事にも一生懸命で、野球知識やデータ収集にも長けていてマネージャーとしては敏腕だが、その知識を生かすだけの運動能力が皆無で、選手としては万年補欠。
小柄でけなげな眼鏡っ娘で、千秋にしょっちゅうパシリで使われているが、それが訓練になって、足が速くなった。ソフト部員より人数の多いファンクラブが結成された事がある。イチロー選手のファン。
3年生が引退後はキャプテンに就任した。
清川 マリア（きよかわ マリア）
桜井高校保険医兼ソフト部監督。
赴任したての保険医で、それまで千秋の悪行を恐れて成り手がなかったソフト部の顧問になる。
性格は楚々として清らかで、千秋とは正反対。さらに美人で独身なため男子学生の人気も高い。ソフトボールに関しては全くの素人で、「ピッチャー」の意味すら知らなかった。トンチンカンな発言も多いが、裏方としてソフト部を守るための努力は惜しまない。スタイル抜群で、バスト84。大学時代はソフト麺研究会所属。
小泉
3年。右投左打のセカンド。チーム1の俊足。確実な打撃と堅実な守備が売り。練習時は頭にスカーフを巻いている。
月形
3年。右投右打のファースト。180cmの長身で左キラー。運動神経が良く器用なため、他の部活から助っ人を頼まれることが多い。1度は、なぜか茶道部から助っ人を頼まれたことも。
大垣
3年。右投右打のサード。体格の良さを生かしたパワーヒッティングが売り物だが、三振が多く守備も走塁も苦手。愛川の加入後はDP（打撃専門選手）に回る。大食い。
脇坂
3年。右投右打のセンター。前エース。千秋が不在の時は彼女がマウンドに立つが、投手としての実力は並。彼氏持ち。
五十嵐
2年。右投右打のショート。器用ですべてのポジションをこなす。千秋と同じクラスだが、不良の千秋を嫌っている。ただ、猫好きという点では意気投合している。夏の大会前の背番号発表では、佐久間・愛川の加入により、レギュラー落ちしたが、準決勝・決勝には出場していた（DEFO（守備専門選手）としての出場が考えられるが、本編中では特に明記されていない。）。
林
2年。左投左打のレフト。小柄。みずほと補欠争いをしていたが、バントの上手さでレギュラーに残る。彼氏持ち。夏の大会前の背番号発表では、佐久間・愛川の加入により、レギュラー落ちした。
高柳
2年。右投右打のライト。これといって特徴がないが、何故かデッドボールが多い。親の転勤の事情で一度退部した事がある。
佐久間
1年。右投左打のセンター。強豪、南中学の出身。俊足強打の即戦力。ガラの悪さは千秋といい勝負だが、入団直後のテストで千秋の実力を見せつけられ、途端に素直になった。
長見
1年。右投右打のレフト。明るさとビッグマウスが取り得の宴会部長。当れば大きいことから、アダ名は「宝クジ長見」。だが、普段はスイングがいいだけでまるで当たらない。新入部員唯一のレギュラー落ち。
愛川
1年。右投右打のサード。見た目は小柄で非力な少女だが、実は男子に混じって強豪野球部でプレーしていた逸材。

### 桜井高校関係者
天堂 良平（てんどう りょうへい）
桜井高校将棋部部長。ただし将棋の腕はイマイチ、というか最低で本人曰く10年間勝った記憶がないらしい。
子供の頃、千秋と同じ将棋教室に通っていて、彼女に惚れた。千秋の事が好きなのを堂々と公言しており、何だかんだで千秋の事を追っかけてソフト部に居る事が多い。その理由は千秋が好きであることと、彼女を将棋部に勧誘しようとしていること、それに将棋部の部員が彼1人しかいないこと。
自分に正直でいることが信条で、いつも陽気。たまに救世主的な行動もする。
最終回で、将棋の修行をするため将棋があるかどうか分からないアメリカへ旅立った。
橋本先輩
24歳。かつての桜井高校ソフト部のキャプテン。右投右打。エースで4番を打ち、チームを黄金期に導いた伝説のOGで、千秋に請われソフト部のコーチに招かれる。
ソフト部員の前では姉御肌だが社会ではドジキャラで、失敗続きでOLをクビになるなど世間の荒波に揉まれている。彼氏いない歴24年。
長倉校長
桜井高校の校長。ハゲ頭。千秋の入ったソフト部を目の敵にし、機会があれば廃部に追い込もうとする。しかし、千秋達が真剣にソフトボールに入れ込む姿を見て、その考えを改め直した。話が長い。ずっとコンビだったのに、斉藤の名前を憶えていなかった。女王様タイプの女性が好み。
斉藤生徒会長
長倉校長と結託してソフト部を潰そうと目論む眼鏡男。前田とも子に想いを寄せていて、ソフト部を潰そうとしているのは、彼女を生徒会に入れてなるべく一緒にいたいが為らしい。校長同様、ソフトボール部の健闘振りを目の当たりにし、考えを改め直した。
生徒会長の選挙で敗れて以降、その後の登場はなくなった。
クロマティ
桜井高校ソフト部で飼われている黒猫。左打ち（?）。捨て猫だったが、千秋に拾われてソフト部へ。主に千秋から可愛がられている。名前の由来はウォーレン・クロマティ（元読売ジャイアンツ）。千秋仕込みの走力を持っているが、猫のため練習試合でしか発揮できない。3巻以降は全く登場していない。

### 他校のライバル達
姫小路 麗香（ひめこうじ れいか）
県内有数の強豪、白バラ学園ソフト部のエース。右投げ。七色の変化球が武器の超高校級ピッチャー。
名前のイメージ通り、財閥のお嬢様。登下校時、SPが付いている。高飛車でプライドも高く、千秋との初対決で負けて以来、勝負バカと化して、毎日のように千秋に挑んでくるようになる。
ただし、みずほの親戚の子に関して千秋が頼んだことに対して素直な言い方ではないが協力する、みずほに頼まれて千秋と前田の仲直りへの協力をする、バイクでケガをした千秋にわざわざお見舞いの品を持って来るなど、基本的に人がいいため悪役にもなりきれていない。さらに、海に行く目的が海の家でおでんを食べるためだったり、千秋と気が合っていて、半ばお友達と化してしまっている面もあり、携帯の番号も教え合っている。
1回だけ前田に勝負を申し込まれて対決。結果は25球粘られた結果四球を選ばれ敗北を喫したが、お互いを認め合った。
一人称は原則通りであるが、一度「あたし」も使った。
夏季大会では格下の高校に雨の影響でまさかの2回戦敗退を喫し、結果的に千秋と対戦することは出来なかった。
桐生 静（きりゅう しずか）
全国優勝高、葵学園ソフト部所属。3年。右投右打のサード。高校ソフト界最強の怪物スラッガー。スリーサイズは88,54,82。
初対戦で千秋の剛速球をメッタ打ちし、千秋に永遠のライバルに指名されるが、桐生の方では最初から千秋の実力を認め、一緒に世界を目指す未来のチームメイトと考えているらしい。味方のエース・山路を差し置いて、千秋を高校ナンバーワン左腕と見ていた。
長身。クールな口調と外見とは裏腹に、天然ボケが非常に強い。クラスではいきもの係。シイタケが苦手。目つきはキツいが、他人の評価は気にしなくても写真写りは気にするといった、女の子らしい一面も。普段はクールだが、本気で泣く時は普段の姿からは想像もつかない、子供のような号泣の仕方をする。
夏季大会決勝では千秋の桜井高に敗れたものの、日本代表のメンバーに千秋・前田と共に選ばれている。
遠山みすず（とおやま みすず）
名門、杉の宮学園ソフト部に在籍するみずほの姉。右投げ。妹とは違い運動神経抜群のスポーツエリートで、杉の宮のエースピッチャーとして桜井高に立ちふさがる。データにも強い知性派投手で、決め球はライズボール。妹・みずほに決め球を投げる時のクセを見抜かれ、敗北。
服部
桃川学園ソフト部所属。2年。右投右打。1年の時に桜井高へスパイに来た所を千秋に捕まり、それがきっかけで桜井高の面々と顔見知りになる。その後急成長し、桃川学園のエースピッチャーとして千秋らと再会するが、太刀打ちできなかった。口調が体育会系。

### その他のサブキャラクター
田尾先生
元ソフト部顧問。問題児・千秋の入部を知って体調を崩し、休職。
小柳和美
『月刊ソフトボールズ』の女性記者。千秋に興味を持ち、取材を申し込む。
球技洋品店「洛陽」の店主
達人向け用具店を営む謎の中国人。女学生スポーツのマニア。
吉見さん
西海高校の将棋部員。千秋と天道の参加した大会で優勝候補だったが、千秋に敗れた。
天道のファンの女の子
長髪小柄。口実を作って天道に近づこうとする。
タケルくん
みずほの親戚の男の子。病気のため入院している。
如月三姉妹
昭和の遺物のような不良トリオ。千秋にケンカを吹っ掛ける。
渡辺
テレビ局の敏腕ディレクター。桜井高ソフト部のドキュメンタリーをヤラセ満載で製作。
霧崎エリコ
極道高ソフト部主将。右投げ。ピッチャー。ラフプレイが信条のレディース。
岡田
昔ケンカで負けた腹いせに、千秋を名乗ってカツアゲを繰り返した偽者。
マコ
金剛力士高のピッチャー。右投右打。圧倒的パワーと鋼の肉体を持つ。イケメンの彼氏がいる。
葵学園のキャッチャー
右投右打。パーマ頭。桐生と並んでよく登場する。ランナーが出ると冒頭を怖がってドロップボールのサインを出さない。これが葵学園唯一の弱点となった。
高木
2年。葵学園のセカンド。右投右打。小柄で丸眼鏡。葵学園の切り込み隊長。
山路
葵学園のエース。左投げ。長身。県内屈指の左腕。武器はドロップボール。

## その他
- タイトルの書体は当初は『Good Morning ティーチャー』同様、写研の創挙蘭であり、2006年のDTP化以降はそれに似たダイナコムウェアの綜藝体を使用していた。
- 掲載ページ数は不定期掲載時・連載初期・中期は主に5ページ（その期間中、まれに4、6ページの回もあった）で、後期の10回分は6ページ、最終回手前の回と最終回は7ページであった。
- 作者の作品『Good Morning ティーチャー』の主人公、東進太郎の母校は同じ校名の「桜井高校」であるが、それとの関連性については全く不明である。
- 連載終了以降、休刊までまんがライフMOMOでの定期連載を持つことは無かったが、ゲスト掲載としては2011年3月・2012年3月・2013年6月・2014年9月の各号に「よんこまのこ」で登場した(いずれも巻末カラー)。

## 単行本
単行本は竹書房よりバンブーコミックスとして刊行。
1. 第1巻（2005年7月27日発行） ISBN 4-8124-6197-9
2. 第2巻（2007年6月26日発行） ISBN 978-4-8124-6593-6
3. 第3巻（2008年10月11日発行） ISBN 978-4-8124-6883-8

第2巻は妻である藤島じゅんの『あぼばクリニック』2巻と同時発行。